# Christine Lahti
Christine Lahti (født 4. april 1950) er en amerikansk skuespiller og instruktør.
Hun havde sit gennembrud i filmen Lige for loven fra 1979, hvor hun spillede overfor Al Pacino. I 1984 blev hun nomineret til en Oscar for bedste kvindelige birolle for filmen Græsenker. Hun debuterede som spillefilminstruktør med filmen My First Mister i 2001 med Leelee Sobieski og Albert Brooks i hovedrollerne.
Hun har vundet adskillige priser for sine præstationer som skuespiller, herunder en Emmy-pris og to Golden Globe-priser for sin rolle som Dr. Kate Austin i tv-serien Chicago Hope. I 1996 vandt Lahti en Oscar for bedste kort film for Lieberman in Love, som hun instruerede og spillede hovedrollen i.